# Blånelse
Blånelse eller optisk hvidt bruges i vaskemidler for at modvirke den gule farve, tekstiler får med alderen. Den gule farve skyldes, at de absorberer blåt lys i højere grad end de andre bølgelængder. Hvis der tilsættes lidt blå farve, der absorberer blåt lys mindst, bliver resultatet i stedet en meget lys grå, som er svær at skelne fra hvid. Og hvis der endda tilsættes et stof, der lyser blåt, kompenserer dette for absorptionen, og tøjet ser hvidt ud.
Optisk hvidt er et fluorescent stof og fungerer således ved at optage ultraviolet lys og udsende energien igen som synligt blåt og violet lys. Dette resulterer i, at lyse tekstiler, der er vasket med optisk hvidt, lyser blå-violet under UV-lys.
Den kemiske opbygning af optisk hvidt kan variere meget. Men de former for optisk hvidt, som anvendes i vaskemidler, er stoffer, der er svært nedbrydelige i naturen, og de udgør derfor en belastning for miljøet.
For at et vaskemiddel kan mærkes som miljøvenligt (se miljømærkning), kræves det derfor ofte, at det ikke indeholder optisk hvidt.
Optisk hvidt bruges også til at få papir til at se mere hvidt ud. Også i kosmetikprodukter kan optisk hvidt forekomme.
Blånelse, der i sin tid blev solgt i små stofposer, er en ældre betegnelse for optisk hvidt.